# Carantània
Carantània (en eslovè Karantanija) era un antic ducat eslovè en l'Europa central. Els carantanis són els ancestres dels actuals eslovens. La capital de Carantània era la ciutat de Karnburg (Krnski grad), situada en la vall del Zollfeld (Gosposvetsko polje), al nord de Klagenfurt (Celovec). Carantània abastava els territoris dels actuals estats d'Àustria i Eslovènia.

## Història

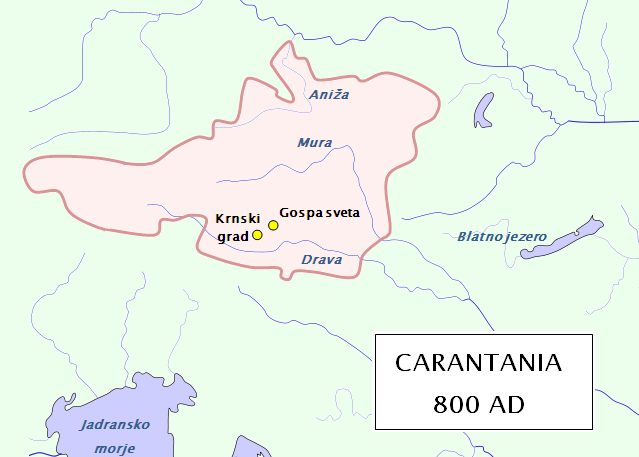
Fronteres de Carantània fins a l'any 800.

En 595 es registra la cita, per part de l'historiador llombard Paulus Diaconus, del primer Estat estable eslau i eslovè com "Província Sclaborum", que després es coneixeria com a Carantània. En 623, els eslaus van ser units en una aliança sota el rei Samo, coneguda en les fonts històriques com Marca Vinedorum, la qual incloïa els territoris de Carantània. En 658, després de la mort de Samo, l'Aliança Eslava es va desintegrar, però Carantània va sobreviure i va mantenir la seua independència.
Carantània, que era una nació pagana, en 745 va ser seriosament amenaçada militarment pels àvars de la veïna Panònia, raó per la qual el duc Borut va sol·licitar ajuda militar als bavaresos, ja cristianitzats i vassalls del rei dels francs, qui era considerat el protector del cristianisme d'Europa. El rei dels francs va autoritzar a Baviera que ajudara a la pagana Carantània, però a condició que aquesta última acceptara el cristianisme. El duc Borut va acceptar la condició i amb l'ajuda dels bavaresos Carantània va derrotar definitivament als àvars. Així fou que el duc Borut va enviar el seu fill Gorazd i al seu nebot Hotimir perquè s'educaren en la fe cristiana en Baviera.
En les dècades següents a la derrota dels àvars, el bisbe de Salzburg, San Virgili, va enviar a Carantània una sèrie de monjos irlandesos, destacant-se Sant Modest com apòstol dels carantanis. Després de la mort de San Modest va haver una breu restauració pagana a causa del fet que el Tractat, pel qual Carantània havia acceptat assumir el cristianisme, va ser violat. Així va anar que l'exèrcit bavarès va envair el país i va enderrocar el govern pagà.
La irrupció dels bavaresos, no obstant això, va provocar una imatge negativa al Cristianisme, ja que òbviament l'exèrcit estranger no va respectar cap disciplina, com no ho ha fet cap exèrcit en general en aqueixes circumstàncies. A conseqüència d'això, entre la gent va créixer la desconfiança cap al Cristianisme. Va ser gràcies al duc Domitian que la conversió al Cristianisme va ser total. En època de Carlemany, el duc va morir en 802, i després seria reconegut sant.
Cap a 828 el Ducat de Carantània ocupava l'actual territori d'Àustria i Eslovènia. Sota el govern de l'emperador Arnulf de Caríntia, Carantània, ara governada per una noblesa mig eslava-mig bavaresa, va emergir per un curt espai de temps com a potència regional, però va ser destruïda per les invasions magiars el 907.

## La Instal·lació dels Ducs de Carantània

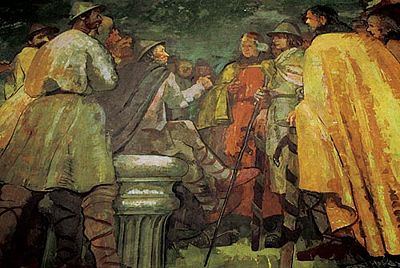
Instal·lació en la Pedra del Príncep.

El Principat de Carantània és conegut principalment pel seu antic ritu d'instal·lació de la seua duc o príncep (knez en llengua eslovena), una pràctica que va continuar en el posterior Ducat de Caríntia. El ritu s'efectuava en llengua eslovena i el candidat proposat pel rei o emperador havia d'asseure's sobre la Pedra del Príncep (en eslovè Knežji kamen). Allí era interrogat sobre les seues qualitats per un camperol lliure triat pels seus parells, és a dir, un representant del poble. Aquest ritual es descriu en el llibre de Jean Bodin Les six livres de la République (Els sis llibres de la República) com un antecedent únic en Europa de democràcia durant l'edat mitjana. Aquest ritu es va portar a terme fins a 1414.